# Liste des œuvres d'Hector Berlioz

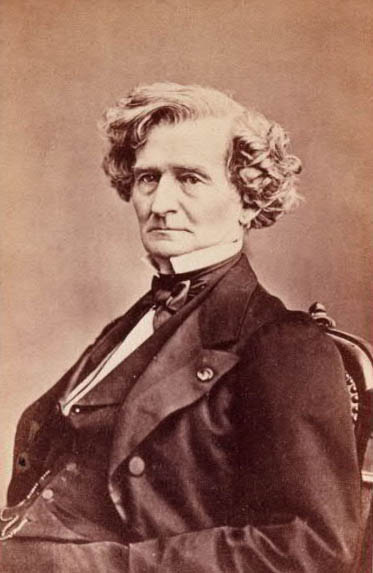
Photographie d'Hector Berlioz illustrant l'édition originale de ses Mémoires (vers 1865).

Le catalogue des œuvres d'Hector Berlioz présente certaines difficultés de numérotation, et même de classement. En effet la plupart de ses œuvres échappent aux catégories traditionnellement établies, que ce soit en fonction du genre (symphonie, opéra, œuvre scénique ou œuvre de concert) ou des effectifs employés (orchestres — que Berlioz fait évoluer de manière déterminante — ensembles parfois augmentés par la présence de chœurs, de chanteurs ou d'instruments solistes — sans jamais revenir à la forme du Concerto classique).
Le compositeur a encore compliqué la tâche des futurs archivistes en modifiant à plusieurs reprises la numérotation de ses partitions répertoriées. Ainsi une pièce peut avoir été publiée puis retirée du catalogue pour être intégrée dans une composition plus vaste. Les numéros d'œuvres, attribués au moment de l'édition en partition, ne respectent pas l'ordre chronologique de composition, même lorsqu'une partition paraît longtemps après son achèvement. Les grandes œuvres sont longtemps retravaillées, corrigées ou retouchées. Certaines pièces existent encore sous plusieurs versions, les mélodies en particulier.
De toute évidence, Berlioz préférait donner des titres à ses grandes partitions plutôt que des numéros. La Symphonie fantastique, op. 14 est bien la première symphonie du compositeur, mais n'est jamais désignée comme Symphonie no 1, comme le sont la Symphonie no 1 de Brahms (op. 68) ou la Symphonie no 1 de Roussel qui porte cependant un titre (« Le Poème de la forêt », op. 7).
Enfin un ouvrage théorique comme le Traité d'instrumentation et d'orchestration se voit attribuer un numéro d'œuvre (op. 10) dans le catalogue, très réduit, fixé par le compositeur en 1852. La nouvelle édition des partitions de Berlioz chez Bärenreiter a motivé la publication d'un catalogue complet, établi par le musicologue américain Dallas Kern Holoman. L'invention du batteur de mesure électrique est encore à porter à son crédit.
Cet article s'attache à donner un tableau complet des œuvres de Berlioz, tant musicales que littéraires, de manière simple tout en tenant compte de ses évolutions et de ses modifications.

## Catalogue par n° d'opus
Les dates indiquées sont celles de la publication. L'attribution définitive des numéros d'œuvres est établie par le compositeur en 1852, et complétée avec la composition et la publication des partitions qui suivent L'Enfance du Christ.
- [Opus 1] : Huit scènes de Faust (1829) (abandonné pour devenir La Damnation de Faust)
- Opus 1 : Waverley (ouverture) (1839)
- [Opus 2] : Ballet des ombres (1830) (abandonné pour intégrer Roméo et Juliette)
- Opus 2 : Mélodies irlandaises, renommé Irlande (1829)
  - 1 : Le Coucher du soleil
  - 2 : Hélène
  - 3 : Chant guerrier
  - 4 : La Belle voyageuse : ballade
  - 5 : Chanson à boire
  - 6 : Chant sacré
  - 7 : L'origine de la harpe : ballade
  - 8 : Adieu Bessy : romance anglaise et française
  - 9 : Elégie en prose
- Opus 3 : Les Francs-juges, ouverture (1836)
- Opus 4 : Le Roi Lear (1839)
- Opus 5 : Grande messe des morts (1838)
- Opus 6 : Le Cinq mai (1840)
- Opus 7 : Les Nuits d'été (1841)
- Opus 8 : Rêverie et caprice (1841)
- Opus 9 : Le Carnaval romain (1844)
- Opus 10 : Grand traité d'instrumentation et d'orchestration modernes (1844)
- Opus 11 : Sara la baigneuse (1850)
- Opus 12 : La Captive (1833, revue en 1849)
- Opus 13 : Fleurs des landes (1850)
  - 1 : Le matin : romance
  - 2 : Petit oiseau : chanson de paysan
  - 3 : Le Trébuchet
  - 4 : Le Jeune Pâtre breton
  - 5 : Le chant des Bretons
- Opus 14 : Symphonie fantastique, épisodes de la vie d'un artiste (1845)
- Opus 14b : Lélio ou le Retour à la vie (1855)
- Opus 15 : Grande symphonie funèbre et triomphale (1843)
- Opus 16 : Harold en Italie (1848)
- Opus 17 : Roméo et Juliette (1847)
- Opus 18 : Tristia (1849)
  - 1 : Méditation religieuse
  - 2 : La mort d'Ophélie
  - 3 : Marche funèbre pour la dernière scène d'Hamlet
- Opus 19 : Feuillets d'album (1850)
  - 1 : Zaïde
  - 2 : Les champs
  - 3 : Le Chant des chemins de fer
  - 4 : Prière du matin
  - 5 : La belle Isabeau
  - 6 : Le Chasseur danois
- Opus 20 : Vox populi (1849)
  - 1 : La menace des Francs
  - 2 : Hymne à la France
- Opus 21 : Le Corsaire, ouverture (1852)
- Opus 22 : Te Deum (1855)
- Opus 23 : Benvenuto Cellini (piano-chant 1838, orchestre 1886)
- Opus 24 : La Damnation de Faust (1854)
- Opus 25 : La fuite en Egypte (1852) puis L'Enfance du Christ (1855)
- Opus 26 : L'Impériale (1856)
- Opus 27 : Béatrice et Bénédict (piano-chant 1863, orchestre 1907)
- Opus 28 : Le Temple universel (1861)
- Opus 29 : Les Troyens (piano-chant 1863, orchestre 1969)
  - 29a : La Prise de Troie,
  - 29b : Les Troyens à Carthage

## Œuvres musicales classées par genre
N.B. : La date de composition apparaît d'abord, suivie de celle de la création en public.

### Œuvres orchestrales

#### Symphonies
- Symphonie fantastique (1830)
- Harold en Italie (1834)
- Roméo et Juliette (1839)
- Grande Symphonie funèbre et triomphale (1840)

#### Ouvertures
- Waverley (1828)
- Les Francs-juges (1828)
- Le Roi Lear (1831)
- Rob Roy (1831, retirée par la suite)
- Le Carnaval romain (1844)
- Le Corsaire (1844)
- Marche troyenne (1864)

#### Œuvre concertante
- Rêverie et caprice pour violon et orchestre (1841)

### Œuvres chorales et orchestrales

#### Opéras
- Estelle et Némorin (1823, perdu)
- Les Francs-juges (1826-33, abandonné)
- Benvenuto Cellini (1834–38, 1838)
- La Nonne sanglante (1841–47, inachevé)
- Les Troyens (1856–58, création partielle en 1863)
- Béatrice et Bénédict (1860–62, 1862)

#### Oratorios
- La Damnation de Faust, légende dramatique (1846)
- L'Enfance du Christ, trilogie sacrée (1854)

#### Œuvres chorales sacrées
- Messe solennelle (1824, 1825 puis 1827)
- Grande Messe des morts (Requiem) (1837, 1838)
- Te Deum (1849, 1855)

#### Cantates pour le Prix de Rome
- La Mort d'Orphée (1827)
- Herminie (1828)
- Cléopâtre (1829)
- Sardanapale (1830)

#### Autres œuvres chorales
- La Révolution grecque, scène héroïque (1825, 1828)
- Huit scènes de Faust (1828–29, une pièce donnée en concert en 1829)
- Ballet des ombres  (1829, abandonné et intégré à Roméo et Juliette)
- Lélio ou le Retour à la vie (1831, 1832)
- Sara la baigneuse (1834, 1834)
- Le Cinq mai (1831–35, 1835)
- Vox populi (1844, 1844)
- Le Chant des chemins de fer (1846, 1846)
- Tristia (de 1831 à 1844, publié en 1852, pas de création connue du vivant de Berlioz)

#### Mélodies
- Le Dépit de la bergère (première composition publiée de Berlioz adolescent)
- Le Maure jaloux
- Amitié reprends ton empire
- Pleure, pauvre Colette
- Le Montagnard exilé
- Toi qui l'aimas, verse des pleurs
- Nocturne
- Irlande ou Neuf Mélodies irlandaises (1829)

1. Le Coucher du soleil
2. Hélène
3. Chant guerrier
4. La Belle Voyageuse, ballade
5. Chanson à boire
6. Chant sacré
7. L’Origine de la harpe, ballade
8. Adieu Bessy, romance anglaise et française
9. Élégie en prose

- La Captive (1831)
- Sara la baigneuse
- La Mort d'Ophélie (intégré dans Tristia)
- Je crois en vous
- Le Chant des Bretons
- Chansonnette
- Fleurs des landes (1850)

1. Le Matin, romance
2. Petit oiseau, chanson de paysan
3. Le Trébuchet
4. Le Jeune Pâtre breton
5. Le Chant des Bretons

- Les Nuits d'été (1841, orchestrées en 1856, pas de création intégrale connue du vivant de Berlioz)

1. Villanelle
2. Le Spectre de la rose
3. Sur les lagunes
4. L'Absence
5. Au cimetière
6. L'Île inconnue

- Feuillets d'album (1850)

1. Zaïde
2. Les Champs
3. Le Chant des chemins de fer
4. Prière du matin
5. La Belle Isabeau
6. Le Chasseur danois

### Musique pour piano
- Feuillet d'album pour piano (1844)

### Musique pour orgue
- Trois pièces pour orgue mélodium (1844)
  1. Sérénade agreste à la Madone sur le thème des pifferari romains en mi bémol majeur
  2. Toccata en do majeur
  3. Hymne pour l’élévation en ré majeur

### Arrangements
- Claude Joseph Rouget de Lisle : La Marseillaise pour solistes, double chœur et orchestre (1830),
- Carl Maria von Weber : Récitatifs pour Der Freischütz (1841),
- Carl Maria von Weber : Invitation à la valse (orchestration pour un ballet en 1841)[1],
- Franz Schubert : Der Erlkönig (1860).

## Catalogue Holoman
| Légende             |
| Musique symphonique |
| Musique de chambre  |
| Musique pour piano  |
| Musique lyrique     |
| Mélodies            |
| Musique chorale     |
| Musique sacrée      |

En 1987, le musicologue américain Dallas Kern Holoman établit un catalogue complet pour la Nouvelle édition Berlioz chez Bärenreiter-Verlag, à Cassel  (ISBN 3-7618-0449-0). Sa numérotation suit strictement l'ordre chronologique de la composition des pièces.
| no catalogue Holoman | no opus   | Titre                                                           | Genre                           | Date(s) de composition                       | Notes |
| -------------------- | --------- | --------------------------------------------------------------- | ------------------------------- | -------------------------------------------- | --- |
| 1                    |           | Pot-pourri concertant sur des thèmes italiens                   | Musique de chambre              | vers 1817–1818, au plus tard le 25 mars 1819 | perdu. |
| 2-3                  |           | Deux quintettes                                                 | Musique de chambre              | 1818-1819                                    | flûte et quatuor à cordes. perdu — un des thèmes est utilisé dans l'ouverture des Francs-juges. |
| 4                    |           | Romances                                                        | Mélodies                        | 1818-1819                                    | pour chant et piano. perdu. |
| 5                    |           | Fleuve du Tage                                                  | Mélodies                        | 1819                                         | pour chant et guitare. |
| 6                    |           | Je vais donc quitter pour jamais mon doux pays, ma douce amie   | Mélodies                        | 1819                                         | romance de Florian, pour chant et piano. perdu — thème utilisé dans les premières mesures de la Symphonie fantastique. |
| 7                    |           | La Dépit de la bergère                                          | Mélodies                        | 1819                                         | pour chant et piano — adapté dans la Sicilienne de Béatrice et Bénédict. |
| 8                    |           | Recueil de romances avec accompagnement de guitare              | Mélodies                        | 1819-1822                                    | pour chant et piano — arrangements sur des poèmes mis en musique par Dalayrac, Boieldieu, Martini, etc. |
| 9                    |           | L'Arabe jaloux et Le Maure jaloux                               | Mélodies                        | 1819-1821 la seconde publiée en 1822         | romances de Florian pour chant et piano. |
| 10                   |           | Amitié, reprends ton empire                                     | Mélodies                        | 1819-1821 revu et publié en 1823             | romance de Florian pour trois chanteurs et piano. |
| 11                   |           | Pleure, pauvre Colette                                          | Mélodies                        | 1822 publié la même année                    | romance à deux voix égales et piano. |
| 12                   |           | Le Cheval arabe                                                 | Cantate                         | 1822 publié la même année                    | sur un texte de Charles-Hubert Millevoye (titre original, The Arab at the Tomb of his Steed) pour chant et orchestre perdu. |
| 13                   |           | Canon à trois voix                                              |                                 | 1822                                         | perdu. |
| 14                   |           | Canon libre à la quinte                                         |                                 | 1822                                         | à deux voix, sur un texte d'Augustin de Pons. |
| 15                   |           | Le montagnard exilé                                             | Mélodies                        | 1823 publié le 26 février 1823               | chant élégiaque sur un texte d'Albert-Marie Du Boys, pour deux voix égales et piano ou harpe. |
| 16                   |           | Toi qui l'aimas, verse des pleurs                               | Mélodies                        | 1823 publié le 26 février 1823               | romance sur un texte de Du Boys, pour chant et piano. |
| 17                   |           | Estelle et Némorin                                              | Opéra                           | 1823                                         | d'après Florian. perdu. |
| 18                   |           | Le passage de la mer rouge                                      | Oratorio                        | 1823-1824                                    | sur un texte en latin. perdu. |
| 19                   |           | Beverley, ou le joueur                                          | Oratorio                        | 1823-1824                                    | sur un texte de Bernard-Joseph Saurin, d'après Edward Moore, pour basse et orchestre. perdu. |
| 20                   |           | Messe solennelle                                                | Musique sacrée                  | 1824, révisé jusqu'en 1827                   | pour solistes, chœurs et orchestre. créée dans l'église de Saint-Roch à Paris le 10 juillet 1825 sous la direction d'Henri Valentino, version révisée créée à Saint-Eustache le 22 novembre 1827 sous la direction de Berlioz, publiée en 1993 par Hugh Macdonald. |
| 21                   |           | La révolution grecque, scène héroïque                           | Cantate                         | 1825–1826                                    | sur un texte d'Humbert Ferrand, pour solistes, chœurs et orchestre. créé dans la Salle du Conservatoire de Musique, à Paris, le 26 mai 1828, publié en 1903. |
| 22                   |           | Fugue                                                           |                                 | juillet 1826 pour le Prix de Rome.           | à quatre parties. |
| 23A                  |           | Les Francs-juges                                                | Opéra                           | 1828                                         | sur un livret d'Humbert Ferrand abandonné en 1829 — repris pour la Marche au supplice de sa Symphonie fantastique et l'Oraison funèbre de la Symphonie funèbre et triomphale. |
| 23B                  |           | Nocturne                                                        | Mélodies                        | 1828                                         | mélodie pastorale pour trois solistes, chœurs et piano. |
| 23C                  |           | Le Cri de Guerre du Brisgaw                                     | Musique symphonique             | novembre 1833 – janvier 1834                 | Intermezzo, abandonné. |
| 23D                  | 3         | Les Francs-juges                                                | Ouvertures                      | 1824–1826                                    | créée dans la Salle du Conservatoire de Musique, à Paris, le 26 mai 1828, publié en 1836. |
| 24                   |           | Fugue                                                           |                                 | juillet 1827 pour le Prix de Rome.           | perdue. |
| 25                   |           | La Mort d'Orphée                                                | Cantate pour le Prix de Rome    | 28 juillet–25 août 1827                      | thème repris pour le chant de bonheur de Lélio ou le Retour à la vie, publié en 1930. |
| 26                   | 1         | Waverley                                                        | Ouvertures                      | 1827                                         | créée dans la Salle du Conservatoire de Musique, à Paris, le 26 mai 1828, publiée en 1839. |
| 27                   |           | Marche religieuse des Mages                                     | Musique symphonique             | 1828                                         | créée dans la Salle du Conservatoire de Musique, à Paris, le 26 mai 1828. perdue. |
| 28                   |           | Fugue                                                           |                                 | juillet 1828 pour le Prix de Rome.           | perdue. |
| 29                   |           | Herminie                                                        | Cantate pour le Prix de Rome    | 5–28 juillet 1828                            | Second Grand Prix de Rome, publié en 1903. |
| 30                   |           | Variations pour guitare                                         | Musique de chambre              | 1828                                         | Variations pour guitare sur Là ci darem la mano de Mozart. perdues. |
| 31                   |           | Nocturne à deux voix                                            | Musique de chambre              | 1828-1830                                    | pour guitare. |
| 32                   |           | O Salutaris                                                     | Musique sacrée                  | 1828                                         | pour trois voix et orgue ou piano. perdu. |
| 33A                  |           | Le Roi de Thulé                                                 | Mélodies                        | septembre 1828                               | chanson gothique sur un texte de Goethe traduit par Gérard de Nerval, première version pour chant et piano. |
| 33B                  |           | Huit scènes de Faust                                            | Oratorio                        | 1828                                         | 1. Chant de la fête de Pâques, 2. Paysans sous les tilleuls, danses et chants, 3. Concert de Sylphes, 4. Écot de joyeux compagnons, histoire d'un rat, 5. Chanson de Méphistophélès, histoire d'une puce, 6. Le roi de Thulé : chanson gothique, 7. Romance de Marguerite, chœur des soldats, 8. Sérénade de Méphistophélès. repris dans La Damnation de Faust. |
| 34                   |           | Chanson des pirates                                             | Musique chorale                 | 1829                                         | sur un texte extrait des Orientales de Victor Hugo. perdue — probablement devenue la Chanson de brigands de Lélio ou le Retour à la vie. |
| 35                   |           | Fugue à 3 sujets                                                |                                 | juin 1829 pour le Prix de Rome.              | publiée en 1902. |
| 36                   |           | Cléopâtre                                                       | Cantate pour le Prix de Rome    | 2–23 juillet 1829                            | Pas de Grand Prix de Rome, publié en 1903. L'air Grands Pharaons repris comme « chœur des ombres » de Lélio ou le Retour à la vie. |
| 37                   |           | Ballet des ombres                                               | Musique chorale                 | 1829                                         | ronde nocturne d'après Herder pour chœur et piano. abandonné et intégré au Scherzo de la reine Mab de Roméo et Juliette. |
| 38                   | 2         | Irlande                                                         | Mélodies                        | janvier 1830                                 | Neuf Mélodies irlandaises (renommé Irlande en 1849) sur des poèmes de Thomas Moore traduits par Thomas Gounet, pour solistes, chœur et piano. |
| 39                   | 2 (no 1)  | Le Coucher du soleil                                            | Mélodies                        | janvier 1830                                 | rêverie pour chant et piano. |
| 40                   | 2 (no 2)  | Hélène                                                          | Mélodies                        | janvier 1830                                 | ballade pour chant et piano (H 40A) orchestrée en 1844 (H 40B). |
| 41                   | 2 (no 3)  | Chant guerrier                                                  | Mélodies                        | janvier 1830                                 | pour chant et piano. |
| 42                   | 2 (no 4)  | La Belle Voyageuse                                              | Mélodies                        | janvier 1830                                 | pour chant et piano (H 42A) révisée en 1834 (H 42B) orchestrée en 1842, publiée en 1844(H 42C) orchestrée en 1851, publiée en 1975(H 42D). |
| 43                   | 2 (no 5)  | Chanson à boire                                                 | Mélodies                        | janvier 1830                                 | pour chant et piano. |
| 44                   | 2 (no 6)  | Chant sacré                                                     | Mélodies                        | janvier 1830                                 | pour chant et piano (H 44A) orchestré en 1843, perdu (H 44B) arrangé pour six instruments à vent en 1844, perdu (H 44C) |
| 45                   | 2 (no 7)  | L'origine de la harpe                                           | Mélodies                        | janvier 1830                                 | pour chant et piano. |
| 46                   | 2 (no 8)  | L'origine de la harpe                                           | Mélodies                        | janvier 1830                                 | pour chant et piano, version en la bémol majeur (H 46A) version en sol majeur (H 46B) |
| 47                   | 2 (no 9)  | Élégie en prose                                                 | Mélodies                        | janvier 1830                                 | pour chant et piano. |
| 48                   | 14a       | Symphonie fantastique                                           | Musique symphonique             | 1830, publié en 1845                         | pour orchestre. 1. Rêveries–Passions 2. Un bal 3. Scène aux champs 4. Marche au supplice 5. Songe d’une nuit de sabbat |
| 49                   |           | Fugue                                                           |                                 | juillet 1830 pour le Prix de Rome.           | perdue. |
| 50                   |           | Sardanapale                                                     | Cantate pour le Prix de Rome    | juillet 1830                                 | Premier Grand Prix de Rome, sur un texte de Jean-François Gail (Premier Grand Prix, 1830, créée à l'Institut de France le 30 octobre 1830. |
| 51                   |           | Hymne des Marseillais                                           | Orchestration                   | août 1830 publié la même année               | arrangement de La Marseillaise de Rouget de Lisle pour double chœur et orchestre (H 51A) arrangement pour ténor, chœur mixte et piano en 1848 (H 51B) |
| 51bis                |           | Chant du neuf Thermidor                                         | Orchestration                   | août 1830 publié la même année               | arrangement du Chant du neuf Thermidor de Rouget de Lisle pour chœur et orchestre. |
| 52                   |           | Ouverture de « la Tempête »                                     | Musique symphonique             | 1831 publiée en 1855                         | d'après La Tempête de Shakespeare. intégré à Lélio ou le Retour à la vie. |
| 53                   | 4         | Le Roi Lear                                                     | Ouvertures                      | avril-mai 1831                               | créée au Conservatoire le 22 décembre 1833, publiée en 1839. |
| 54                   |           | Rob Roy                                                         | Ouvertures                      | mai-juillet 1831                             | créée au Conservatoire le 14 avril 1833. publiée en 1900 — la mélodie du cor anglais est reprise dans Harold en Italie. |
| 55                   | 14b       | Lélio ou le Retour à la vie                                     | Musique chorale                 | 1831                                         | mélologue en six parties sur des textes du compositeur, pour récitant, solistes, chœurs et orchestre. créé au Conservatoire le 9 décembre 1832 sous la direction de François-Antoine Habeneck. publié en 1833 (H 55A), puis en 1855 (H 55B). 1. Le pêcheur, ballade d'après Goethe (1827) 2. Chœur des ombres (adapté de H 36) 3. Chanson de brigands (probablement adapté de H 34) 4. Chant de bonheur (adapté de H 25) 5. La harpe éolienne, souvenirs (adapté de H 25) 6. Fantaisie sur la Tempête de Shakespeare (reprise de H 52) |
| 56                   |           | Méditation religieuse                                           | Musique chorale                 | 1831                                         | d'après Thomas Moore, traduit par Louise Swanton-Belloc, pour chœur et septuor d'instruments à vent (H 56A, perdu) version pour chœur et orchestre en 1848 (H 56B) intégré à Tristia. |
| 57                   |           | Chœur                                                           | Musique chorale                 | 1831                                         | sur un texte de Berlioz. perdu. |
| 58                   |           | Chœur d'anges                                                   | Musique chorale                 | 1831                                         | sur un texte inconnu. perdu. |
| 59                   |           | Quartetto e coro dei maggi                                      | Musique chorale                 | 1832                                         | sur un texte anonyme, pour chœur et orchestre. publié en 1902. |
| 60                   | 12        | La Captive                                                      | Mélodies                        | 1831                                         | sur un poème des Orientales de Victor Hugo, pour chant et piano, publié en 1904 (H 60A). révision de 1832, publiée en 1904 (H 60B). version pour chant, violoncelle et piano, créée au Conservatoire le 30 décembre 1832, publiée en 1833 (H 60C). version pour soprano et orchestre, créée au Conservatoire le 23 novembre 1834, perdue (H 60D). version pour contralto ou mezzo-soprano et orchestre, en mi majeur, créée à Londres le 29 juin 1848, publiée en 1849 (H 60E). version pour contralto ou mezzo-soprano et orchestre, en ré majeur (H 60F). |
| 61                   |           | Le Dernier Jour du monde                                        | Oratorio                        | 1832                                         | sur un texte d'Humbert Ferrand. inachevé. |
| 62                   |           | Cahier d'esquisses                                              |                                 | 1832 à 1836                                  | |
| 63                   |           | La Chasse de Lützow                                             | Mélodies                        | 1833                                         | arrangement d'après Carl Maria von Weber sur un texte de Karl Theodor Körner, pour chœur d'hommes, cordes et piano. créé à l'Hôtel de l'Europe littéraire, le 6 juin 1833. perdu. |
| 64                   |           | Sur les Alpes, quel délice ! (ou Le chasseur des chamois)       | Mélodies                        | 1833                                         | d'après Félix Huber, pour chœur d'hommes et cordes. créé à l'Hôtel de l'Europe littéraire, le 6 juin 1833. perdu. |
| 65                   | 13 (no 4) | Le Jeune Pâtre breton                                           | Mélodies                        | 1833                                         | sur un texte d'Auguste Brizeux (Le jeune paysan breton). Le Paysan breton, pour chant, violon et piano, créé au Conservatoire, le 22 décembre 1833, publié en 1904 (H 65A). Le Jeune Pâtre breton, version pour soprano et orchestre (H 65B). version pour ténor, cor et piano, publiée en 1835 (H 65C). version pour mezzo-soprano ou ténor et orchestre (1835, créé au Conservatoire, le 22 novembre 1835, publiée en 1839 (H 65D). |
| 66                   |           | Romance de Marie Tudor                                          | Mélodies                        | 1833                                         | d'après Victor Hugo, pour chant et piano, créée au Conservatoire, le 22 décembre 1835. perdu. |
| 67                   | 19 (no 2) | Les champs                                                      | Mélodies                        | 1833                                         | romance sur un texte de Béranger. pour chant et piano, publiée en 1834 (H 67A). version pour ténor et piano, publiée en 1850 (H 67B). |
| 68                   | 16        | Harold en Italie                                                | Musique symphonique             | 1834                                         | symphonie concertante avec alto principal, d'après le Childe Harold’s Pilgrimage de Byron, créée au Conservatoire le 23 novembre 1834, réduction pour piano par Franz Liszt publiée en 1836, partition d'orchestre publiée en 1848. 1. Harold aux montagnes 2. Marche des pèlerins chantant la prière du soir 3. Sérénade d'un montagnard des Abruzzes à sa maîtresse 4. Orgie de brigands |
| 69                   | 11        | Sara la baigneuse                                               | Mélodies                        | 1834                                         | ballade sur un poème de Victor Hugo. pour quatuor vocal masculin et orchestre, créée au Conservatoire, le 9 novembre 1834 (H 69A, perdue). version pour chœur mixte et orchestre en 1838, créée au Conservatoire, le 13 décembre 1840 (H 69B, perdue). version pour triple chœur et orchestre en 1850, créée dans la Salle Ste-Cécile, le 22 octobre 1850 (H 69C). |
| 70                   |           | Je crois en vous                                                | Mélodies                        | 1834                                         | romance sur un poème de Léon Guérin, pour chant et piano. intégré dans Benvenuto Cellini. |
| 71                   | 13 (no 5) | Le chant des Bretons                                            | Mélodies                        | 1835                                         | sur un poème de Brizeux. pour ténor, chœur d'hommes et piano (H 71A). version revue en 1850 (H 71B). |
| 72                   |           | Fête musicale funèbre                                           | Musique symphonique             | 1835                                         | pour orchestre. perdue. |
| 73                   |           | Chansonnette                                                    | Mélodies                        | 1835                                         | sur un poème de Léon de Wailly, pour chant et piano publiée en 1974. intégrée dans Benvenuto Cellini. |
| 74                   | 6         | Le Cinq mai                                                     | Oratorio                        | 1835                                         | chant sur la mort de l’Empereur Napoléon par Béranger, pour baryton soliste, chœur et orchestre, créé au Conservatoire, le 22 novembre 1835. |
| 75                   | 5         | Requiem                                                         | Musique sacrée                  | 1837                                         | créé aux Invalides le 5 décembre 1837, sous la direction de Habeneck. 1. Requiem et Kyrie. Introït 2. Dies iræ 3. Quid sum miser 4. Rex tremendæ majestatis 5. Quærens me 6. Lacrimosa 7. Offertorium 8. Hostias 9. Sanctus 10. Agnus dei |
| 76                   | 23        | Benvenuto Cellini                                               | Opéra                           | 1836–1838                                    | opéra en deux actes et quatre tableaux sur un livret de Henri-Auguste Barbier et Léon de Wailly. créé le 10 septembre 1838 à l'Opéra de Paris. |
| 77                   |           | Erigone                                                         | Cantate                         | 1839                                         | inachevée. |
| 78                   |           | Aubade                                                          | Mélodies                        | 1839                                         | sur un poème d'Alfred de Musset. pour chant et deux cors (H 78A, perdue). pour soprano ou ténor, quatre cors et deux cornets à pistons (H 78B). |
| 79                   | 17        | Roméo et Juliette                                               | Musique symphonique             | Janvier–Septembre 1839                       | symphonie dramatique en quatre parties d'après la tragédie de Shakespeare, dédiée à Niccolò Paganini, créée le 24 novembre 1838 au Conservatoire de Paris sous la direction de Berlioz. I. Introduction. Combats. Tumulte. Intervention du Prince. Prologue II. Roméo seul. Tristesse. Bruits lointains de concert et de bal. Grande fête chez Capulet III. Nuit sereine. Scène d'amour. La Reine Mab, ou la fée des songes (Scherzo) IV. Convoi funèbre de Juliette. Roméo au tombeau des Capulets. Invocation. Réveil de Juliette. Joie délirante, désespoir, dernières angoisses et mort de deux amants. Final : Récitatif et Air du Père Laurence. Serment de réconciliation |
| 80                   | 15        | Symphonie funèbre et triomphale                                 | Musique symphonique             | 1840                                         | créée le 28 juillet 1840 pour chœur et harmonie militaire (H 80A). pour chœur et orchestre (H 80B). version pour chœur et piano (1848, H 80C) I. Marche funèbre II. 'Oraison funèbre III. Apothéose (Texte d'Antony Deschamps) |
| 81                   | 7         | Les Nuits d'été                                                 | Mélodies                        | 1840-1841                                    | mélodies sur des poèmes de Théophile Gautier pour chant et piano (H 81A). pour chant et orchestre (1856, H 81B). |
| 82                   | 7 (no 1)  | Villanelle                                                      | Mélodies                        | 1840-1841                                    | pour chant et piano (H 82A). pour chant et orchestre (1856, H 82B). |
| 83                   | 7 (no 2)  | Le spectre de la rose                                           | Mélodies                        | 1840-1841                                    | pour chant et piano (H 83A). pour chant et orchestre, créée à Gotha le 6 février 1856 (1856, H 83B). |
| 84                   | 7 (no 3)  | Sur les lagunes : lamento                                       | Mélodies                        | 1840-1841                                    | pour chant et piano (H 84A). pour chant et orchestre (1856, H 84B). |
| 85                   | 7 (no 4)  | Absence                                                         | Mélodies                        | 1840-1841                                    | pour chant et piano (H 85A). pour chant et orchestre, créée à Dresde le 23 février 1843 (1843, H 85B). |
| 86                   | 7 (no 5)  | Au cimetière : clair de lune                                    | Mélodies                        | 1840-1841                                    | pour chant et piano (H 86A). pour chant et orchestre (1856, H 86B). |
| 87                   | 7 (no 6)  | L'Île inconnue : barcarolle                                     | Mélodies                        | 1840-1841                                    | pour chant et piano (H 87A). pour chant et orchestre (1856, H 87B). |
| 88                   | 8         | Rêverie et caprice                                              | Musique symphonique             | 1841                                         | pour violon et orchestre, créé le 1er février 1842 à la salle Vivienne. |
| 89                   |           | Le Freyschütz                                                   | Opéra                           | 1841                                         | Récitatifs pour l'opéra de Weber. créé le 7 juin 1841 à l'Opéra de Paris. |
| 90                   |           | L'Invitation à la valse                                         | Musique symphonique             | 1841                                         | orchestration de la pièce pour piano de Weber. créé le 7 juin 1841 à l'Opéra de Paris. |
| 91                   |           | La Nonne sanglante                                              | Opéra                           | 1841–1847                                    | opéra sur un livret d'Eugène Scribe. abandonné. |
| 92                   | 18 (no 2) | La mort d'Ophélie                                               | Mélodies                        | 1842                                         | ballade sur un poème d'Ernest Legouvé, d'après Hamlet de Shakespeare. pour chant et piano (H 92A). pour chœur de femmes et orchestre (1848, H 92B). |
| 93                   |           | Souvenirs — Bêtises — Improvisations                            | Album                           | 1842-1848                                    | Pièces esquissées pendant la tournée des concerts de 1842 à 1848 en Belgique et en Allemagne. |
| 94                   |           | La belle Isabeau : conte pendant l'orage                        | Mélodies                        | 1843, publié la même année                   | sur un poème d'Alexandre Dumas, pour mezzo-soprano, chœur et piano. |
| 95                   | 9         | Le Carnaval romain                                              | Ouverture caractéristique       | 1843, publiée en 1844                        | créée le 3 février 1844, Salle Herz. |
| 96                   |           | Feuillet d'album                                                |                                 |                                              | |
| 97                   | 20 (no 2) | Hymne à la France                                               | Musique chorale                 | 1844                                         | sur un poème d'Auguste Barbier, pour chœur et orchestre, créé le 1er août 1844 au Festival de l'Industrie. Partition chant-piano publiée en 1849, partition d'orchestre publiée en 1851. |
| 98                   |           | Sérénade agreste à la madone sur le thème des pifferari romains | Musique pour orgue ou harmonium | 1844, publiée la même année.                 | |
| 99                   |           | Toccata                                                         | Toccata pour orgue ou harmonium | 1844, publiée la même année.                 | |
| 100                  |           | Hymne pour l'élévation                                          | Musique pour orgue ou harmonium | 1844, publiée la même année.                 | |

- H 101A : La Tour de Nice, ouverture de concert (1844, créée le 19 janvier 1845 au Cirque Olympique)
- H 101B : Le Corsaire, révision de l'ouverture précédente (1851, créée à Brunswick le 8 avril 1854, publiée comme Œuvre 21 en 1854)
- H 102 : Scène de la comédie d'Hamlet (1844, perdue)
- H 103 : Marche funèbre pour la dernière scène d'Hamlet, pour chœur sans paroles et orchestre (1844, publiée comme Œuvre 18, no.3 en 1852)
- H 104A : Le Chasseur danois, mélodie sur un poème d'Adolphe de Leuven, pour baryton et piano (1844, publiée la même année, créée à Prague le 8 avril 1846)
- H 104B : Le Chasseur danois, version pour baryton et orchestre (1844, piano-chant publié en 1845, créée à Vienne le 29 novembre 1845, partition d'orchestre publiée en 1903)
- H 105 : Marche marocaine, orchestration d'une marche de Léopold de Meyer (1845, créée le 6 avril 1845 au Cirque Olympique, publiée en 1846)
- H 106 : Le Vent gémit, feuillet d'album
- H 107A : Zaïde, boléro sur un poème de Roger de Beauvoir, pour chant et piano (1845, publié en 1904)
- H 107B : Zaïde, version pour chant et orchestre (1845, créée à Vienne, le 29 novembre 1845, publiée comme Œuvre 19, no.2 en 1850, partition d'orchestre publiée en 1903)
- H 108 : Marche d’Isly, orchestration d'une marche de Léopold de Meyer (1845, le manuscrit retrouvé n'est pas de la main de Berlioz)
- H 109 : Marche de Rákóczy pour orchestre (1845, créée à Budapest, le 15 février 1846, intégré avec une coda revue dans H 111 La Damnation de Faust)
- H 110 : Le Chant des chemins de fer, sur un poème de Jules Janin, pour ténor, chœurs et orchestre (1846, créé à Lille, le 14 juin 1846, chant-piano publié comme Œuvre 19, no.3 en 1850, partition d'orchestre publiée en 1903)
- H 111 : La Damnation de Faust, légende dramatique d'après Goethe traduit par Gérard de Nerval, textes d'Almire Gandonnière et Berlioz (1846, créé à l'Opéra-comique le 6 décembre 1846, publié comme Œuvre 24 en 1854)
- H 112 : Prière du matin, chœur d’enfants sur un poème d'Alphonse de Lamartine (1846, publié en 1848)
- H 113 : Le Trébuchet, scherzo sur un poème d'Antoine de Bertin et Émile Deschamps, pour soliste, chœur et piano (1846, publié comme Œuvre 13, no.3 en 1850)
- H 114 : Nessun maggior piacere, feuillet d'album d'après Dante Alighieri (1847, publié en 1904)
- H 115 : Chant du départ, arrangement d'après Méhul (1848, perdu)
- H 116 : Mourons pour la patrie, arrangement d'après Rouget de Lisle (1848, perdu)
- H 117 : La Menace des Francs, marche et chœur — texte anonyme (1848, créé le 25 mars 1851, Salle Ste-Cécile, piano-chant publié comme Œuvre 20, no.1 en 1849, partition d'orchestre publiée en 1851)
- H 118 : Te Deum, pour ténor soliste, double chœur, chœur d'enfants, orgues et orchestre

1. Te deum laudamus : Hymne
2. Tibi omnes : Hymne
[Prélude, retiré de la publication par le compositeur]
3. Dignare, prière
4. Christe, rex gloriæ. Hymne
5. Te ergo quæsumus. Prière
6. Judex crederis. Hymne et prière
7. Marche pour la présentation des drapeaux

(Octobre 1848 – Août 1849, dédié à son Altesse Royale Monseigneur le Prince Albert, chœurs d'enfants ajoutés en 1852, créé le
30 avril 1855 à St-Eustache, publié comme Œuvre 22 la même année)
- H 119A : Tristia pour chœur et orchestre

1. Méditation religieuse
2. La mort d’Ophélie : ballade

(publié comme Œuvre 18 en 1849)
- H 119B : Tristia

1. Méditation religieuse,
2. La mort d’Ophélie : ballade
3. Marche funèbre pour la dernière scène d’Hamlet

(publié comme Œuvre 18 en 1851)
- H 120 : Vox Populi pour chœur et orchestre

1. La menace des Francs: marche et chœur
2. Hymne à la France

(piano-chant publié comme Œuvre 20 en 1849, partition d'orchestre publiée en 1851)
- H 121 : Feuillets d’album, reprenant H 107B, H 67B et H 110

1. Zaïde : boléro
2. Les champs : romance
3. Le Chant des chemins de fer

(piano-chant publié comme Œuvre 19 en 1850, partition d'orchestre publiée en 1903)
- H 122 : Chant des chérubins, arrangement pour chœur d'après Dmitri Bortniansky (1850, créé le 22 octobre 1850, Salle Ste-Cécile, publié en 1851)
- H 123 : Pater noster, arrangement pour chœur d'après Bortniansky (1850-1851, créé le 28 janvier 1851, Salle Ste-Cécile, publié en 1851)
- H 124 : Fleur des landes, pour chant, piano et instruments obligato

1. Le matin : romance
2. Petit oiseau : chanson de paysan
3. Le Trébuchet : scherzo
4. Le jeune pâtre breton
5. Le chant des Bretons

reprend cinq mélodies de H 125, H 126, H 113, H 65C et H 71B
(publié comme Œuvre 13 en 1850)
- H 125 : Le matin, romance sur un poème d'Adolphe de Bouclon (publié comme Œuvre 13, no.1 en 1850)
- H 126 : Petit oiseau, chanson de paysan sur un poème d'Adolphe de Bouclon (publié comme Œuvre 13, no. en 1850)
- H 127 : Feuillet d'album pour Edouard Silas
- H 128 : La fuite en Égypte, « Mystère en style ancien » sur un texte de Berlioz (1850)

1. Ouverture
2. L’adieu des bergers
3. Le repos de la Sainte Famille, légende et pantomime

(attribué à « Pierre Ducré » lors de la création, Salle Ste-Cécile, le 12 novembre 1850, intégré à H 130 L’enfance du Christ)
- H 129 : L’Impériale, cantate sur un poème du capitaine Lafont, pour double chœur et orchestre (1854, créée au Palais de l’Industrie le 28 novembre 1855, publiée comme Œuvre 26 en 1856)
- H 130 : L’Enfance du Christ, trilogie sacrée

1. Le songe d’Hérode
2. La fuite en Égypte
3. La Sainte Famille en Égypte, renommé L’arrivée à Saïs

(1853–1854, créée salle Herz, le 10 décembre 1854, publiée comme Œuvre 25 en 1855)
- H 131 : Valse chantée par le vent dans les cheminées d’un de mes châteaux en Espagne, feuillet d'album (1855)
- H 132 : Au bord d’une rivière, « exercice sur une gamme expérimentale » (1856)
- H 133A : Les Troyens, opéra en cinq actes d'après L'Énéide de Virgile

(Avril 1856 – 12 avril 1858, par la suite divisé en deux parties : La prise de Troie et Les Troyens à Carthage, pour la création de la seconde partie, précédée du Prologue des Troyens à Carthage le 4 novembre 1863, piano-chant publié en 1863 — partition d'orchestre publiée par Hugh Macdonald en 1969)
- H 133B : Marche troyenne pour orchestre (1864, publiée en 1865)
- H 134 : Plaisir d’amour, arrangement d'après Martini pour chant et orchestre (1859, créé au Theater der Stadt de Baden-Baden le 29 août 1859, publié la même année)
- H 135 : Hymne pour la consécration du nouveau tabernacle, pour chœur et orgue ou piano (1859, publié la même année)
- H 136 : Le Roi des aulnes, orchestration de la mélodie de Schubert (1860, créé au Theater der Stadt de Baden-Baden le 27 août 1860, publié la même année)
- H 137A : Le temple universel, sur un poème de Jean-François Vaudin, pour double chœur et orgues (1861, publié comme Œuvre 28 en 1861)
- H 137B : Le temple universel, version pour chœur d'hommes sans accompagnement (1867, publié en 1868)
- H 138 : Béatrice et Bénédict, opéra-comique en deux actes, livret de Berlioz d'après Shakespeare (1860–62, créé au Theater der Stadt de Baden-Baden le 9 août 1862, piano-chant publié en 1892, partition d'orchestre publiée en 1907)
- H 139 : 32 Mélodies publiées en 1863

1-6 : Les nuits d’été
1. Villanelle, H 82A
2. Le spectre de la rose, réduction H 83B
3. Sur les lagunes : lamento, H 84
4. Absence, H 85
5. Au cimetière : clair de lune, H 86
6. L’île inconnue : barcarolle, H 87A
7-15 : Irlande, H 38
7. Le Coucher du soleil, H 39
8. Hélène, H 40A
9. Chant guerrier, H 41
10. La belle voyageuse : ballade, H 42
11. Chanson à boire, H 43
12. Chant sacré, H 44A
13. L’origine de la harpe : ballade, H 45
14. Adieu Bessy : romance anglaise et française, H 46A
15. Élégie en prose, H 47
16-17 : Vox populi, réduction de H 120
16. Hymne à la France, réduction de H 97
17. La Menace des Francs, réduction de H 117
18. La Captive: orientale, réduction de H 60F
19. Sara la baigneuse, ballade, réduction de H 69C
20. Méditation religieuse, réduction de H 56B
21. La mort d’Ophélie: ballade, réduction de H 92B
22-26 : Fleur des landes, H 123
22. Le matin : romance, H 125
23. Petit oiseau : chanson de paysan, H 126
24. Le Trébuchet, H 113
25. Le jeune pâtre breton, H 65C
26. Le chant des Bretons, H 71B
27-29 : Feuillets d’album, H 121
27. Zaïde, réduction de H 107B
28. Les champs : romance, H 67B
29. Le Chant des chemins de fer, reduction of H 110
30. Prière du matin : chœur d’enfants, H 112
31. Le Chasseur danois, H 104A
32. La belle Isabeau : conte pendant l’orage, H 94B
33. Le cinq mai : chant sur la mort de l’Empereur Napoléon, H 74

- H 140 : Salut matinal (1865)
- H 141 : Veni creator, motet pour chœur de femmes et harmonium (1861–68, publié en 1885)
- H 142 : Tantum ergo, hymne latine pour chœur de femmes et harmonium (1861–68, publié en 1885)
- H 143 : Invitation à louer Dieu, arrangement du rondeau Sœur Monique de François Couperin pour chœur de femmes et piano (1861–68, publié en 1885)

## Ouvrages littéraires et musicologiques
- Grand traité d'instrumentation et d'orchestration modernes
- Études sur Beethoven, Gluck et Weber
- Le voyage musical en Allemagne et en Italie
- Mémoires (publiés en 1870)
- Correspondance générale
- Les Soirées de l'orchestre
- Les Grotesques de la musique
- À travers chants